# Anne de Rohan-Guémené

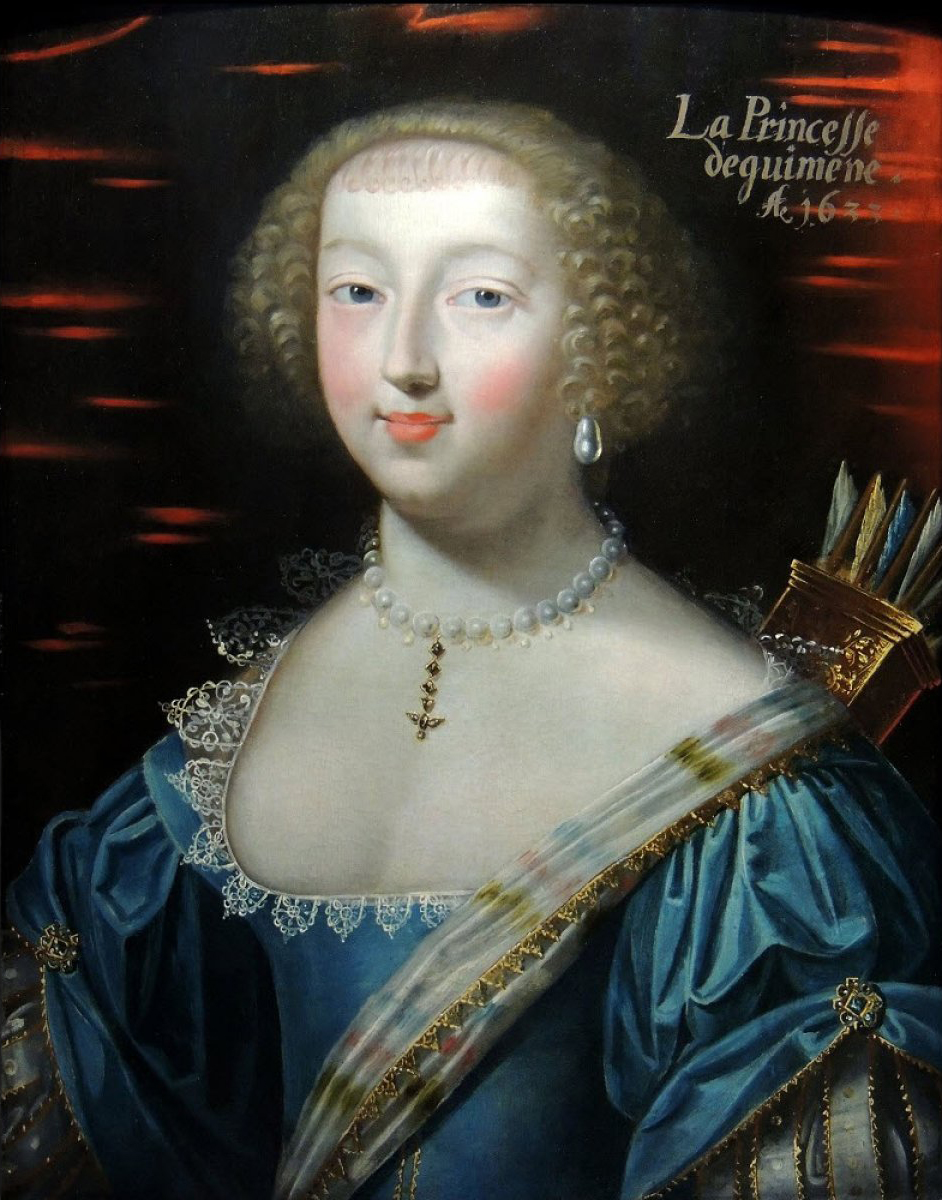
Porträt von Anne de Rohan-Guémené, Claude Deruet, 1633

Anne de Rohan (* 20. April 1606 auf Schloss Mortiercrolles bei Saint-Quentin-les-Anges; † 14. März 1685), 1622 4. Princesse de Guémené, Dame de Mortiercrolles et du Verger, war eine französische Aristokratin aus dem Haus Rohan.

## Leben
Anne de Rohan ist die einzige und Erbtochter von Pierre de Rohan, Prince de Guémené († 1622), und Madeleine de Rieux. Sie war erst fünf Monate alt, als ihre Mutter auf dem Sterbebett sie zur Ehefrau ihres (Annes) Vetters Louis VIII. de Rohan, dem späteren Duc de Montbazon bestimmte. 1617, im Alter von 12 Jahren wurde sie mit ihm verlobt, am 4. Februar 1619 (mit Dispens) mit ihm verheiratet. Ihre beiden Kinder sind:
- Charles II. de Rohan († 3. Juli 1699), 1667 4. Duc de Montbazon, 5. Prince de Guémené, Comte de Montauban, Pair de France; ⚭ (Ehevertrag 10. Januar 1653), Jeanne Armande de Schomberg (~ 5. März 1633; † 10. Juli 1706), Tochter von Henri de Schomberg, Comte de Nanteuil, Marschall von Frankreich, und Anne de La Guiche
- Louis de Rohan (* wohl 1635; † enthauptet 27. November 1674 in  der Rue Saint-Antoine vor dem Eingang der Bastille), genannt le Chevalier de Rohan, 9. Februar 1656 Großjägermeister von Frankreich en survivance seines Vaters, 1670 zugunsten von Maximilien de Bellefourière, Marquis de Soyécourt, zurückgetreten.

Später kam sie an den Hof von König Ludwig XIII., wo sie zusammen mit ihrer Cousine und Schwägerin, der Herzogin von Chevreuse (1600–1679), ein Leben voller Affären und Intrigen führte, die ihren Verehrern oft zum Unheil gereichten: François de Montmorency-Bouteville wurde am 22. Juni 1627 auf der Place de Grève enthauptet, weil er sich duelliert hatte (was von Ludwig XIII. auf Vorschlag von Kardinal Richelieu erneut bei Todesstrafe verboten worden war), François Auguste de Thou (der Sohn von Jacques-Auguste de Thou) desgleichen am 12. September 1642, weil er sich an der Cinq-Mars-Verschwörung beteiligt hatte; der Graf von Soissons, ein Prinz von Geblüt, kam am 6. Juli 1641 in der Schlacht von La Marfée ums Leben (wobei nicht geklärt ist, ob er im Kampf fiel, sich aus Versehen selbst tötete oder Opfer eines Attentats wurde).
Nachdem die Herzogin von Chevreuse 1633 nach Tours verbannt worden und 1637 nach Spanien geflohen war, wo sie bis nach dem Tod Richelieus (1642) und Ludwigs XIII. (1643) ausharren musste, um im gleichen Jahr wieder verbannt zu werden, wandte sie sich der Religion und speziell dem Jansenismus zu: Abbé Saint-Cyran schrieb für sie ein Règlement de vie und Antoine Arnauld verfasste für sie die Schrift De la fréquente communion (1643).
Ihre religiöse Phase endete spätestens, als Frankreich durch die Aufstände der Fronde (1648–1653) erschüttert wurde. Ihre Schwägerin kehrte aus der Verbannung zurück und auch Anne de Rohan wandte sie sich wieder ihren Intrigen zu.
Wesentlich stärker als der Tod ihrer Verehrer in den Jahren zuvor erschütterte sie im Alter das Schicksal ihres jüngeren Sohnes Louis, der am 27. März 1674 hingerichtet wurde, weil er im Holländischen Krieg (1672–1678) versucht hatte, den Hafen von Quillebeuf-sur-Seine, dessen Gouverneur er war, dem Gegner zu übergeben – während parallel dazu die Verschwendungssucht ihres älteren Sohnes Charles, der seit 1667 Duc de Montbazon war (Anne de Rohan war seit dem 18. Februar 1667 Witwe), die Familie zu ruinieren drohte: Anne de Rohan hinterließ ihm in einem neuen Testament vom 20. Januar 1678, „auf die Erhaltung des Zustands eines so großen Hauses achtend“, nur eine unpfändbare Rente von 6000 Livres und vermachte ihren gesamten Besitz direkt ihren Enkelkindern.
Sie starb im März 1685 und wurde in einer Kapelle der Feuillanten-Kirche in der Rue Saint-Honoré in Paris, die sie selbst hatte errichten lassen, bestattet.